# الكتلة الإسلامية في مجلس الأمة الكويتي
الكتلة الإسلامية هي أكبر كتلة سياسية نيابية كويتية (حالياً) في مجلس الأمة الكويتي، وهي تتكون من عدة تيارات وحركات سياسية إسلامية :        

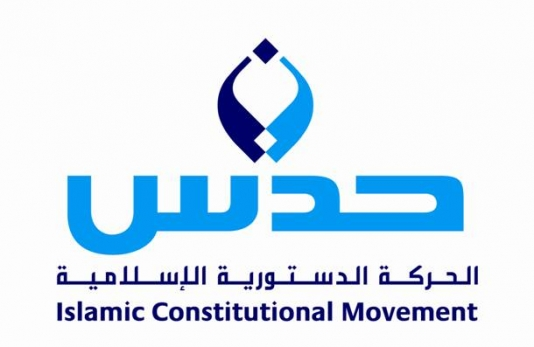

- التجمع الإسلامي السلفي: عبدالرحمن الجيران و علي العمير.
- النواب الإسلاميون المستقلون: أحمد عبد الله العازمي و حمود حمد الحمدان و سعود نشمي الحريجي.

يذكر أن الحركة الدستورية الإسلامية (حدس) قد أعلنت مقاطعتها لانتخابات مجلس الأمة الكويتي 2013 احتجاجا على مرسوم الصوت الواحد الذي أقرته المحمكة الدستورية.
1. ↑  http://www.kna.kw/clt/default_newsdetails.asp?id=18116%5Bوصلة+مكسورة%5D